# Wilhelm Heinrich Roscher
Wilhelm Heinrich Roscher (født 12. februar 1845 i Göttingen, død 9. marts 1923 i Dresden) var en tysk klassisk filolog og mytolog.
I tilslutning til universitetsuddannelse i Leipzig og Göttingen uddannede han sig ved forskellige rejser
i Italien, Grækenland og Orienten og beklædte derefter forskellige stillinger ved lærde skoler,
indtil han 1894 blev rektor for gymnasiet i Würzen. Foruden at han har udarbejdet
forskellige Skrifter af mytologisk Indhold, deriblandt »Studien zur vergleichenden Mythologie
der Griechen und Römer« (1873—75), redigerede han det store, fortjenstfulde »Ausfürliches
Lexicon der griech. u. röm. Mythologie« (begyndt 1884, endnu under Udgivelse 1925), der
bærer hans navn, og hvor han havde formået om sig at samle en stor og dygtig kreds af
medarbejdere, en fundgrube for fremtidige mytologiske studier.